# Miriszló

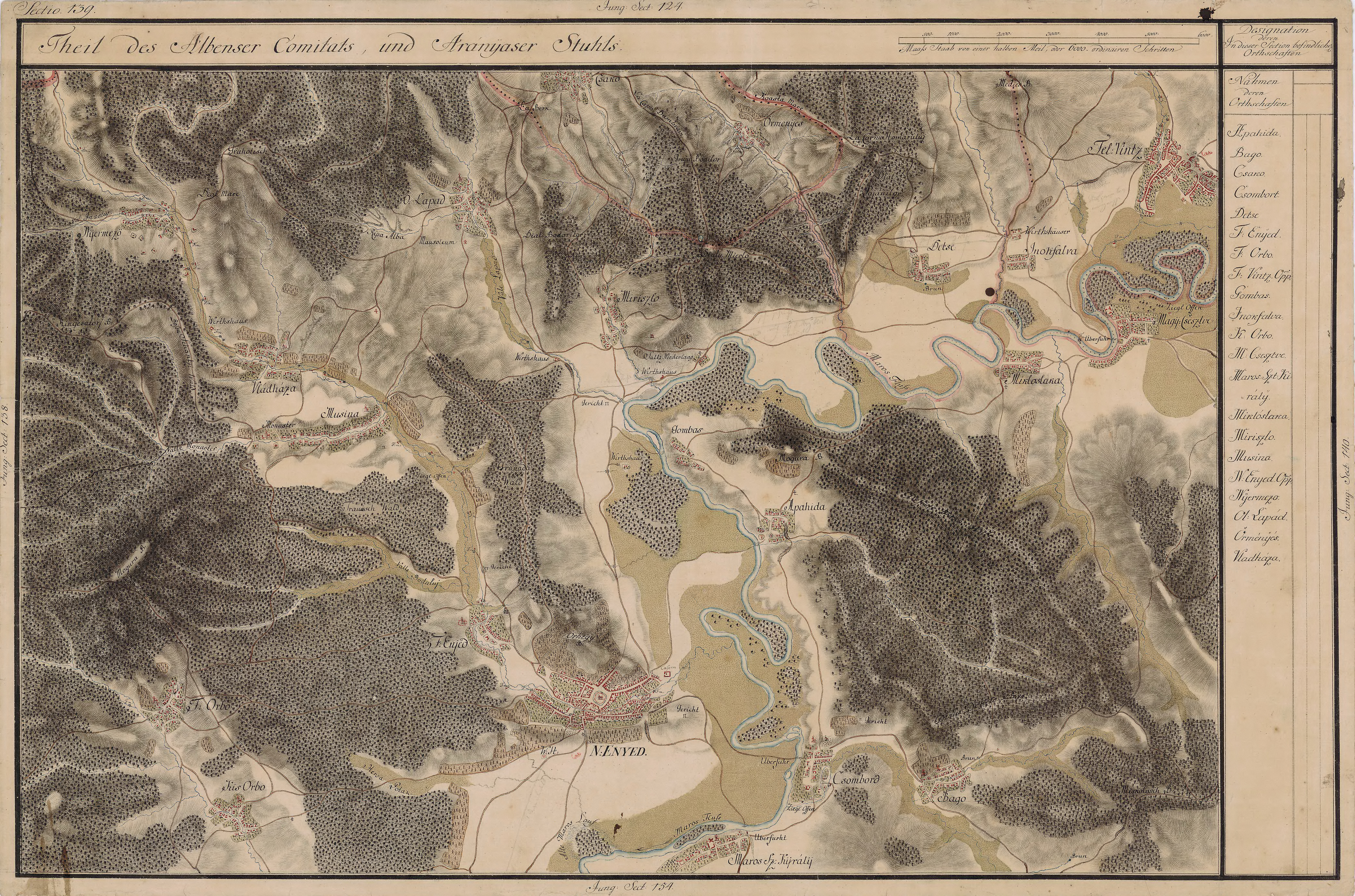
Miriszló környéke 1770 körül

Miriszló (románul Mirăslău, németül Mireslau) falu Romániában, Erdélyben, Fehér megyében, az Erdélyi-hegyalján, Miriszló község központja.

## Fekvése
Nagyenyedtől 5 km-re északra, a Maros kanyarulatában, annak jobb partján fekszik.

## Nevének eredete
Neve a szláv Miroslav személynévből származik. Elsőként 1219, Myroslov, később 1274-ben Mereslo és 1600-ban Miriszlo alakban említik. Román neve 1839-ben Nyíraszleou.

## Története
A középkorban a marosi sószállítás egyik állomása volt, sóraktárral.
1600. szeptember 18-án a miriszlói csatában győzte le az egyesült erdélyi–Habsburg sereg Mihály vajda havasalföldi–moldvai–székely-kozák seregét. A csatában a falu elpusztult, ezután költözött mai helyére, az előzőtől egy km-rel nyugatabbra.
Református egyháza 1700-ban lett anyaegyház. Benkő József említést tesz sóraktárairól és jó hírű mustárjáról. Román lakossága 1802-ben tért át görögkatolikusnak.
A 19. században és a 20. század elején szőlőit a nagyenyedi kollégium birtokolta. Régi házai két-, az újabbak már háromosztatúak voltak, az utcai szoba már mindenütt modern berendezésű. A magyar férfiak ünneplő viselete kék vagy barna darócujjasból, az enyedi szűcsök által készített, karmazsin zsinórozással és bojtokkal díszített fehér mellesből, fekete nyakkendőből és kis, kerek kalapból állt. Román hatásra terjedt el ünneplő viseletükben a bőrtüsző. Lábbeliként csizmát vagy bocskort húztak. A legények térdig érő vászon „legénying”-et viseltek. Korábban a női viseletnek is részét képezte a melles vagy a ködmön.
Fehér vármegyéhez, később Alsó-Fehér vármegye Nagyenyedi járásához tartozott.
Idáig nyomultak előre a magyar csapatok 1944. szeptember 6-án. A főút mellett haditemető található.
Egykor a Bethlen Kollégiumnak volt benne szőlője, és lakói 1999-ben még mindig harminc hektáron termeltek szőlőt, felerészben királyleánykát.

## Népessége
- 1850-ben 542 lakosából 294 volt magyar,  205 román és 43 cigány nemzetiségű; 294 református és 248 görögkatolikus vallású.
- 1900-ban 854 lakosából 422 volt magyar, 365 román és 67 cigány anyanyelvű; 427 görögkatolikus, 413 református és 11 ortodox vallású. A lakosság 28%-a tudott írni-olvasni és a nem magyar anyanyelvűek 25%-a beszélt magyarul.
- 2002-ben 908 lakosából 568 vallotta magát román, 318 magyar és 21 cigány nemzetiségűnek; 565 ortodox és 287 református vallásúnak.

## Látnivalók
- Egy dombon állnak középkori erődtemplomának a romjai. A templomot a református hívek egészen 1844-ig, új templomuk felépültéig használták.
- Mai református temploma 1844-ben épült.